# V-15
La V-15 est une voie rapide urbaine qui permet d'accéder à Valence depuis la commune d'El Saler située dans le Parc naturel de La Albufera.
Elle débute à El Saler au sud de l'agglomération et va croiser le périphérique de Valence (V-30) avant de desservir la Cité des arts et des sciences de Valence sur le prolongement de la Calle de l'Alcalde Reig

Elle double la route Valencienne CV-500 et elle est composée de 7 échangeurs jusqu'à L'Oceanogràfic.

## Tracé
- Elle débute au nord d'El Saler dans le Parc naturel de La Albufera où elle prolonge la route Valencienne CV-500 qui relie Valence à Les Palemeres.
- Elle croise le périphérique (V-30) et dessert le Port de Valence ainsi que ces zones franches.
- Elle se termine sur le prolongement de la Calle de l'Alcalde Reig au niveau de la Cité des arts et des sciences de Valence.

### Référence
- Nomenclature